# Ancylotrypa fossor
Ancylotrypa fossor är en spindelart som beskrevs av Simon 1889. Ancylotrypa fossor ingår i släktet Ancylotrypa och familjen Cyrtaucheniidae. Inga underarter finns listade i Catalogue of Life.